# Laaziz Faid
Laaziz Faid (en arabe : لعزيز فايد) ou Abdelaziz Fayed (en arabe : عبد العزيز فايد),, aussi orthographié Faid, né le 19 janvier 1961 à Alger, est un homme politique algérien. 
Du 16 mars 2023 au  2 février 2025, il est ministre des Finances.

## Biographie
Laaziz Faid est né en 1961. Il détient plusieurs diplômes dans le domaine de la finance dont un en études appliquées en Finances publiques et fiscalité délivré au sein de l'université Jean-Moulin-Lyon-III en France. Marié, il est le père de trois enfants.
Il est un temps directeur général du budget au ministère des Finances,.
Le 16 mars 2023, à la faveur d'un remaniement ministériel, il est nommé ministre des Finances, remplaçant ainsi Brahim Djamel Kassali,.
Laaziz Faid est l'auteur de la loi de finances pour l'année 2025 adoptée en décembre 2024 par le Parlement à la quasi unanimité. Cette loi de finance prévoit en particulier dans son article 207, l'interdiction du paiement en liquide des transactions immobilières ou d'acquisition de véhicules, yachts et  bateaux de plaisance, matériel industriel… Cette réglementation permet de répondre aux recommandations du Groupe d'action financière (GAFI) relatives au blanchiment d'argent et au financement du terrorisme. À la suite de cette décision les ventes immobilières se sont effondrées au début de l'année 2025. Le journaliste Jean Pierre Sereni du média Orient XXI attribue le renvoi de Laaziz Faid à cette tentative de contrôler l’économie informelle, il considère que l'article 207 ne sera pas appliqué,.
Il est mis fin à ses fonctions le 2 février 2025.